# باتريك فافر
باتريك فافر (بالإيطالية: Patrick Favre)‏ هو متسابق بياثل إيطالي، ولد في 30 يوليو 1972 في أوستا في إيطاليا.

## وصلات خارجية
- باتريك فافر على موقع IBU (الإنجليزية)
- باتريك فافر على موقع أوليمبيديا (الإنجليزية)
- باتريك فافر على موقع CONI honoured athlete website (الإيطالية)